# خورشید طلوع کرده
خورشید طلوع کرده (به انگلیسی: Sun Is Up) تک‌آهنگی از هنرمند اهل رومانی، اینا است که در سال ۲۰۱۰ میلادی منتشر شد.
این تک‌آهنگ در چارت‌های، در رتبه اول و در چارت‌های والونیا، سوئیس جزو ده ترانه اول قرار گرفت.